# 俄罗斯东方航空
俄罗斯东方航空（俄语：ОАО «Авиакомпания «Восток»）是一家总部位于伯力的俄罗斯区域航空公司。俄罗斯东方航空是乌塔航空的子公司。该航空公司提供客运和包机航线，并提供航空救助等其他服务，其枢纽机场为位于黑龙江北岸的伯力新机场。